# Идзинкан
Идзинкан (яп. 異人館, идзинкан) — дома в европейском архитектурном стиле, в которых жили европейцы и американцы, постоянно проживающие в Японии, начиная с конца периода Эдо и, преимущественно, в период Мэйдзи. Иногда дома в европейском стиле, в которых жили японцы, тоже ошибочно называют «идзинкан».
Дома идзикан сохранились в районе Китано-тё в Кобе, частично расположенном на территории бывшего иностранного поселения.
Аналогичная застройка также сохранилась в районе Яматэ в Иокогаме, в городе Нагасаки на западе острова Кюсю и в городе Хакодате в южной части острова Хоккайдо. Отдельные здания в стиле «идзинкан» существуют также в Кагосиме, в том числе постройки, признанные объектами всемирного наследия 